# Katherine Maine
Katherine Maine (* 22. November 1997 in Ottawa) ist eine ehemalige kanadische Radrennfahrerin.

## Sportliche Laufbahn
Katherine Maine begann mit dem Leistungsradsport im Jahre 2009, als sie in die LaRocca XC Mountain Bike School aufgenommen wurde. Drei Jahre später bestritt sie ihr erstes Querfeldeinrennen.
2015 startete Maine bei den Weltmeisterschaften im Straßenrennen der Juniorinnen und belegte Rang 13. Im Jahr darauf erhielt sie beim UCI Women’s Team Rally Cycling ihren ersten Vertrag. 2017 wurde sie gemeinsam mit Annie Foreman-Mackey, Allison Beveridge und Jasmin Duehring kanadische Meisterin in der Mannschaftsverfolgung auf der Bahn. 2018 errang sie den nationalen Titel im Straßenrennen. Indem sie das Rennen der Elite-Frauen gewann, wurde sie gleichzeitig U23-Meisterin. Im Jahr darauf beendete sie ihre Radsportlaufbahn.

## Erfolge

### Bahn
2017
- Kanadische Meisterin – Mannschaftsverfolgung (mit Annie Foreman-Mackey, Allison Beveridge und Jasmin Duehring)

### Straße
2018
- Kanadische Meisterin – Straßenrennen
- Kanadische U23-Meisterin – Straßenrennen